# Herpsilochmus
Herpsilochmus är ett fågelsläkte i familjen myrfåglar inom ordningen tättingar. Släktet omfattar 17 arter med utbredning i norra Sydamerika, varav flera är nyligen beskrivna:
- Bahiamyrvireo (H. pileatus)
- Svartkronad myrvireo (H. atricapillus)
- Purusmyrvireo (H. praedictus)
- Aripuanãmyrvireo (H. stotzi)
- Gräddbukig myrvireo (H. motacilloides)
- Gråstrupig myrvireo (H. parkeri)
- Fläckstjärtad myrvireo (H. sticturus)
- Loretomyrvireo (H. dugandi)
- Cayennemyrvireo (H. stictocephalus)
- Varillalmyrvireo (H. gentryi)
- Fläckryggig myrvireo (H. dorsimaculatus)
- Roraimamyrvireo (H. roraimae)
- Kragmyrvireo (H. pectoralis)
- Stornäbbad myrvireo (H. longirostris)
- Gulbröstad myrvireo (H. axillaris)
- Rostvingad myrvireo (H. frater)
- Rostkantad myrvireo (H. rufimarginatus)

Tidigare inkluderades caatingamyrvireon (Radinopsyche sellowi) i släktet, men denna har efter genetiska studier flyttats till ett eget släkte.